# 小坂光善
小坂 光善（おさか みつよし）は、鎌倉時代の武将。尾張国春日井郡上条城主（第1代目）。通称、小坂孫九郎光善。今井兼平の孫。また佐渡国男坂の出身だったので男坂光善とも言われている。

## 概要
修験道従事者で白山の霊験を得ていたといわれている。
建保6年（1218年）に上条城を築城した。同年に朝宮（現在の春日井市朝宮町）に鎮座して廃寺寸前だった大光寺と和爾良神社を現在の上条町に移し、合祀するかたちで和爾良白山神社と称した。その後、光善は近江国に移住した。